# Безруки (Полтавський район)
Бе́зруки — село в Україні, в Україні, в Опішнянській селищній громаді Полтавського району Полтавської області. Населення відсутнє.

## Географія
Село Безруки знаходиться за 2,5 км від правого берега річки Ворскла та за 2 км від її стариці Солом'яник, за 0,5 км від села Хижняківка, за 2 км від села Глинське та за 2,5 км від села Малі Будища.

## Історія
Хутір Безруки засновано козаком Безруком у першій чверті XIX ст.
1859 року у козацькому хуторі налічувалось 3 двори, мешкало 13 осіб (7 чоловічої статі та 6 — жіночої).

## Економіка
- Птахо-товарна ферма.